# RSO Records
RSO Records — колишній звукозаписний лейбл, заснований імпресаріо рок-н-ролу та музичного театру Робертом Стігвудом та керівником звукозапису Елом Курі в 1973 році. Літери "RSO" означали "Robert Stigwood Organisation".
RSO керував кар'єрою кількох відомих артистів, Bee Gees, Івонн Елліман, Cream, Ерік Клептон та Енді Гібб. Випуск саундтреків до альбомів Saturday Night Fever (понад 50 мільйонів копій, проданих по всьому світу) і Grease (понад 30 мільйонів копій, проданих по всьому світу), які були двома з найбільш продаваних альбомів, зробив RSO одним із фінансово найуспішніших лейблів 1970-х років. Крім того, звукозаписний лейбл випустив саундтреки до Fame, Sparkle, The Empire Strikes Back, Return of the Jedi, Times Square і Grease 2.
Одного разу в 1978 році лейбл міг похвалитися безпрецедентним шостим поспіль номером один сингл у поп-чарті Billboard (США), утримуючи перше місце протягом 21 тижня поспіль. Завдяки релізам синглів із саундтрекового альбому Grease («You’re the One That I Want » і заголовна пісня) та іншого хіта Енді Гібба («Shadow Dancing»), RSO зареєстрував ще 10 тижнів на першій позиції, ярлик рекорд дев'ять за один календарний рік. Цей подвиг на сьогоднішній день не повторюється жодним звукозаписним лейблом.
Головна штаб-квартира компанії була на Брук-стріт, 67, у лондонському районі Мейфер. RSO Records пройшов чотири етапи розповсюдження: Atlantic Records з березня 1973 по грудень 1975, Polydor Records з січня 1976 по грудень 1977, як незалежний лейбл під егідою PolyGram Group з січня 1978 приблизно по жовтень 1981, і, нарешті, PolyGram Records з приблизно з листопада 1981 року до кінця лейбла в 1983 році.
Крім того, що лейбл працював у 1978 році, катастрофічний комерційний і критичний провал кіноверсії RSO Sgt. Гурт Pepper's Lonely Hearts Club Band підвів компанію. Негаразди цієї невдачі були дещо компенсовані в середині 1979 року, коли альбом Bee Gees Spirits Having Flown зрештою розійшовся тиражем понад 30 мільйонів копій (з альбомом вийшло ще три сингли номер 1, кожен з яких розійшовся тиражем понад один мільйон копій у 1979 році). їхнє право).